# Мала Аравиндан
Мала Аравиндан (малаял. മാള അരവിന്ദൻ, англ. Mala Aravindan; 15 января 1939 — 28 января 2015) — индийский актёр-комик, снимавшийся в фильмах на языке малаялам.

## Биография
Аравиндан родился в Эрнакуламе в 1941 году.
Но вскоре переехал в городок Мала в округе Триссур, где получила работу его мать.
Впоследствии название этого города стало префиксом в его имени.
После школы он присоединился к музыкальному ансамблю при театральной труппе в качестве игрока на табле.
Однажды в постановке пьесы Thalavattom он заменил актёра, который не пришёл к началу представления.
Его талант был замечен, и он стал получать сначала небольшие, а затем ключевые второстепенные роли.
Следующие 12 лет Аравиндан гастролировал с различными театральными труппами.
В 1978 его труды были вознаграждены премией Керальской Академии Сангит Натак за лучшую мужскую роль в пьесе Nidhi.
Аравиндан женился на Анне в 1971 году, после 5 лет отношений. Она исповедовала христианство, однако позже сменила имя на Гита (без смены религии). 
Его первым фильмом должен был стать Ente Kunju, но тот так и не вышел в прокат.
В итоге Аравиндан дебютировал в Sindooram (1976).
За 37 лет карьеры в кино снялся примерно в 400 фильмах.
Керальская ассоциация кинокритиков поощрила его вклад премией Chalachitraprathibha Puraskar в 2013 году.
Его последним фильмом стал Lal Bahadur Shastri (2014).
Мала был хорошо известен своими различными актерскими приемами, которые включали жесты, вокальные вариации и его уникальный стиль смеха.